# Austrochaperina palmipes
Austrochaperina palmipes es una especie  de anfibios de la familia Microhylidae.

## Distribución geográfica
Se encuentra en Papúa Nueva Guinea